# سمر سلام (2022)
سمر سلام 2022 (بالإنجليزية: SummerSlam (2022))‏ هو عرض مصارعة محترفة من فئة الدفع مقابل المشاهدة وهو العرض الخامس والثلاثين من سلسلة عروض السمر سلام. سيقام يوم السبت 30 يوليو 2022 في ملعب نيسان في ناشفيل بولاية تينيسي الأمريكية.

## وصلات خارجية
- الموقع الرسمي